# Hypnoidus olivaceus
Hypnoidus olivaceus là một loài bọ cánh cứng trong họ Elateridae. Loài này được Eschscholtz miêu tả khoa học năm 1829.